# یواس‌اس کرستین (ای‌اف-۳۴)
یواس‌اس کرستین (ای‌اف-۳۴) (به انگلیسی: USS Kerstin (AF-34)) یک کشتی بود که طول آن ۳۳۸ فوت (۱۰۳ متر) بود. این کشتی در سال ۱۹۴۴ ساخته شد.